# آزمایش

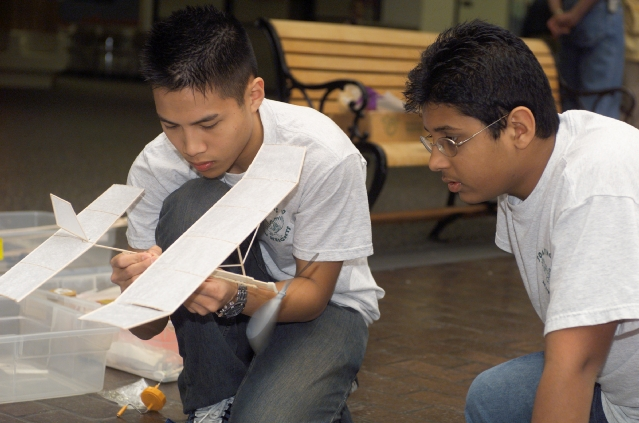
یک آزمایش پروازی در المپیاد علمی سال ۲۰۰۴ ناسا.

آزمایش در پژوهش دانشی، به روشی از تحقیق که برای یافتن رابطه علّی میان متغیرها یا آزمودن یک فرضیه به‌کار می‌رود، گفته می‌شود.
آزمایش از پایه‌های اصلی رویکرد تجربی برای دست‌یابی به داده‌ها در مورد جهان پیرامون است و از آن هم در علوم طبیعی و هم در علوم اجتماعی بهره می‌گیرند.
از آزمایش‌ها می‌توان برای حل یک مسئله یا رد و اثبات فرضیات نظری استفاده کرد.
در آزمایش‌ها، دانشمند یا کارشناس می‌کوشد تا مشاهده کند که آنچه در یک فرضیه بیان شده آیا در عمل نیز محقق می‌شود یا نه.
فرضیه، نظریهای است که هنوز به محک آزمایش گذارده نشده‌است.
آزمایش‌ها ممکن است بسیار دقیق باشند و به دستگاه‌های پیچیده نیاز داشته‌باشند. محلی که ویژهٔ انجام آزمایش ساخته شده‌باشد آزمایشگاه نام دارد.
فرضیه‌های ساده‌ای همچون وجود گرانش بر روی کرهٔ زمین را می‌شود با آزمایش‌های ساده‌ای در بیرون از آزمایشگاه نیز انجام داد. انجان این آزمایش‌ها به درک روابط فیزیکی و شیمیایی در جهان هستی به انسان کمک می‌کند.
کارشناسان رشته‌های گوناگون دانش از آزمایش‌های متنوعی بهره می‌گیرند. برای نمونه جامعه‌شناسان برای رد یا اثبات نظریاتی در پیوند با رفتار گروه‌های انسانی این نظریات را می‌آزمایند یا روان‌شناسان افرادی را به عنوان نمونه در شرایط ویژه‌ای قرار می‌دهند تا با مشاهدهٔ رفتار آن‌ها به نتایجی علمی دست پیدا کنند.
یکی از تعریف‌های پژوهش علمی در اصل انجام یک رشته آزمایش‌ها با هدف مشترک است.
در فارسی گاه واژهٔ «آزمایش» را با «ات» و به صورت «آزمایش ات» جمع می‌بندند که از نظر دستوری درست نیست. و بهتر است که به جای آن از واژهٔ «آزمایش‌ها» بهره ببریم.
اولین دانشمندی که از روش مبتنی بر آزمایش در کارهایش استفاده کرد ابن هیثم بود که کتاب هفت جلدی اش با عنوان «کتاب  المناظر» بسیاری از پندارهای غلط گذشته را برانداخت؛ از جمله این باور پیشینیان که علت قابل دیدن بودن اشیاء این است که چشم می‌تواند بر آنها نور بتابد.